# Jean-Jacques Nyssen
Pour les articles homonymes, voir Nyssen.
Jean-Jacques Nyssen (né le 6 décembre 1964 à Liège) est un auteur, compositeur, interprète, comédien et producteur belge.
Il fait AB-DAY du groupe liégeois « La Tribu »,  puis suit au début des années 1990 les cours du Studio des Variétés, rue Ballu. C'est à cette époque qu'il rencontre Claire Keszei, plus connue sous le pseudonyme de Clarika.
Ensemble, ils vont démarcher les maisons de disques avec quelques maquettes. C'est le label indépendant Boucherie Productions, dirigé par François Hadji-Lazaro, qui leur donne leur chance et produit le premier album de Clarika, J'attendrais pas 100 ans, en 1993. Jean-Jacques Nyssen signe les arrangements, la réalisation artistique et quasiment toutes les musiques. C'est le début d'une complicité artistique et sentimentale qui les mènera à faire cinq albums et deux enfants.

## Carrière
En 1996, avant la sortie de Ça s'peut pas, le deuxième album de Clarika, tous deux participent au sein de la Compagnie Ramôna Lulu à la comédie musicale La Marée d'Inox, créée du 13 au 25 février 1996 au Théâtre de Suresnes et reprise le 23 septembre 1996 à l'Olympia. Cette comédie musicale interprétée par Yves Postic, Philippe Bresson, La Grande Sophie, Jean-Jacques Nyssen, Marie-Charlotte Leclaire, Hervé Jeanpierre, Virginie Jeanne, Nathalie Dupuy et Clarika sera ensuite reprise en 1999.
Jean-Jacques crée son propre orchestre et appelle son projet « Jean-Jacques Nyssen et son orchestre de sa chambre », un univers particulier et non dénué d'humour, qu'il recrée sur scène. Il utilise nombre d'objets du quotidien (réveil, aspirateur, casserole…) dont il tire les sons les plus inattendus et crée des chansons sur les thèmes les plus farfelus, tirés de sa vie de tous les jours. Il crée un nouveau style, léger et entraînant : la pop de chambre. Entre récital décalé et one man show délirant, Jean-Jacques Nyssen déploie sur scène des trésors d'ingéniosité pour provoquer l'hilarité. Il collabore la dernière année avec Stefff Gotkovski pour un spectacle intitulé Jean-Jacques Nyssen et son orchestre de sa chambre tournent un dévédé.
En 1999, il est repéré par Thierry Ardisson et sort un premier album, Le Parcours (Ardissong). Cet album dénué de tout effet de style impose son imaginaire débridé d’éternel enfant, un brin lunaire, contemplatif et désabusé comme un Souchon qui aurait refusé de grandir. Dans cet album, Jean-Jacques Nyssen reprend à son compte la chanson Ça s'peut pas de Clarika et la détourne (autodérision permanente du couple) en une bouillie pré-technoïde. Deux clips sont tirés de cet album, Je vais au café et Curriculum vitæ.
En 2001 sort La Fille tu sais, le troisième album de Clarika, avec comme morceau phare Les garçons dans les vestiaires.
En 2005, Jean-Jacques Nyssen est toujours aux commandes du quatrième album de Clarika, Joker.
En 2010, il compose Il est temps, le nouvel hymne du PS.

## Fan de Chris Conty
Jean-Jacques Nyssen consacre toute son énergie à remettre au goût du jour un artiste « qui a bercé son enfance » : Chris Conty, qui se révèle être un canular de son invention. Il lui consacre un spectacle exceptionnel, rétrospective de la carrière de cet artiste (fictif) dont on aurait perdu la trace en 1981 à Berlin, qui tient du concert et du talk-show. 
En 2006, il réunit des titres de Chris Conty dans un album, Tout recommence, une sorte de best-of pour ce « chanteur disparu » qui a traversé toutes les époques. Un documentaire de Benoît Finck diffusé sur la chaîne Canal+ en 2006, Que reste-t-il de Chris Conty ?, est également sorti en DVD. Il réunit beaucoup d'images de soi-disantes « archives ».

## Discographie
Jean-Jacques Nyssen est auteur ou coauteur des musiques de tous les albums de Clarika, souvent coauteur des paroles.
- 1993 : Clarika, J'attendrai pas cent ans (1993), produit par Chantons sous la truie
- 1997 : Clarika, Ca s'peut pas, Sony
- 1999 : Jean-Jacques Nyssen, Le Parcours, EMI Music
- 2001 : Clarika, La fille, tu sais, Universal
- 2005 : Clarika, Joker, ULM/Universal
- 2006 : Chris Conty, Tout recommence : le meilleur de Chris Conty, Universal Music
- 2009 : Clarika, Moi en mieux, ULM/Universal

### Participation
- 1998 : Comme un seul Homme - Duo avec Clarika sur Violette et Margueritte